# Nollfaktorlagen
Inom algebran är nollfaktorlagen egenskapen att produkten av två nollskilda element är nollskilt. Vi kan även uttrycka det på följande sätt 

Om {\displaystyle ab=0}, då är {\displaystyle a=0} eller {\displaystyle b=0}

Lagen är mest känd i användningen av den i nollproduktmetoden, och kallas ibland även för nollregeln. Den gäller vanligtvis inom elementär algebra. 

## Nollproduktmetoden
Nollproduktmetoden är algebraisk lösningsmetod för vissa specialfall av andragradsekvationer. Ekvationer måste vara av formen

{\displaystyle ax^{2}+bx=0}

Börja med att bryta ut {\textstyle x}

{\displaystyle x(ax+b)=0}

Enligt nollfaktorlagen måste minst en av de två faktorerna vara lika med noll. Vilket ger oss två lösningar

{\displaystyle {\begin{array}{lcl}x_{1}=0\\x_{2}={\frac {-b}{a}}\end{array}}}